# Paul Pabst (Maler)
Paul Pabst (* 12. September 1889 in Halle (Saale), Deutsches Kaiserreich; † 23. Juli 1970) war ein deutscher Maler und Grafiker.

## Leben und Wirken
Paul Pabsts Vater Alfred Pabst war Goldschmied in Halle. Die Schwester Margareta Fries schrieb Texte für zwei Gesangbuchlieder.
Paul Pabst machte eine Ausbildung an der Gewerblichen Zeichen- und Handwerkerschule (später Kunstgewerbeschule Burg Giebichenstein) in Halle von 1904 bis 1907(?) und an der Kunstgewerbeschule Dresden, unter anderem bei Richard Guhr, von 1911 bis 1913.
Danach war er unter anderem als Dekorationsmaler in Halle, Berlin, Leipzig und Chemnitz tätig. Pabst war in den 1920er Jahren Mitglied des Künstlervereins auf dem Pflug in Halle und zeitweise im Ortsvorstand des Reichsverbandes bildender Künstler Deutschlands. 1928 unternahm er eine längere Reise nach Italien und in die Schweiz.
1945 arbeitete Paul Pabst als Bühnenbildner am Steintor-Varieté. Er schuf vor allem Zeichnungen, aber auch Lithographien, Holzschnitte und weitere Arbeiten.

## Veröffentlichungen
- Italien. Holzschnitte und Lithos. 1933.